# Zhuge Zhan
En aquest nom xinès, el cognom és Zhuge.
Zhuge Zhan (227-263 EC), nom estilitzat Siyuan (思遠), va ser un general militar i un polític de Shu Han durant el període dels Tres Regnes de la història xinesa. Va ser el fill del canceller de Shu Han Zhuge Liang.

## Biografia

### Inicis
Quan Zhuge Zhan tenia 16 o 17 anys, l'emperador de Shu, Liu Shan, va arranjar un casament entre la seva filla i Zhuge, i el feu Capità de la Cavalleria, un títol lleugerament inferior al d'un general. Un any més tar, ell va ser promogut a General de la Casa, i va servir com a guardià de l'imperi. D'ara endavant ell rebria constantment promocions, i serví en molts llocs, inclosos tant els nomenaments civils com els militars. A més dels seus molts títols oficials, ell era un artista, i va ser especialment bo en la pintura i en la cal·ligrafia. Ja que poble de Shu anhelava el difunt Zhuge Liang, a ells els agradava especialment els talents de Zhuge Zhan. Sempre que s'establia una bona política en el regne, els ciutadans se la reconeixien a Zhuge Zhan, encara que ell en realitat no hagués tingut res a veure. Com Zhuge Liang bandejà el càrrec d'historiador a Shu, va ser difícil distingir quina política va ser suggerida per Zhuge Zhan, i quina no, però la reputació de Zhuge Zhan va ser sens dubte més gran que el seu èxit real.

### Pinacle de poder
Les seves promocions freqüents van continuar fins a arribar al cim del sistema administratiu imperial - el Secretariat Imperial. Alhora, Zhuge va ser nomenat comandant en funcions de les forces imperials de defensa i director en funcions de tots els generals de l'exèrcit. Des de la seva ascensió al Secretariat Imperial, el poder de Zhuge dins de Shu semblava sense rival, ja que generals veterans com Liao Hua, que servia com el General de la Dreta de Carruatges i Cavalleria (la posició militar de categoria més alta, només al costat de Gran General i General de la Cavalleria d'Elit), encara havia de subornar a Zhuge per la seva perspectiva política.
Mentrestant el fill de Zhuge Liang, Zhuge Zhan es va adonar del perill de la sobre-extensió militar. Després que Jiang Wei es convertí en la supremacia de l'exèrcit, Zhuge Zhan intentar frenar l'anterior de constantment batallar guerres contra Cao Wei. Quan Jiang finalment va patir una derrota aclaparadora de Deng Ai, Zhuge va apuntar a l'emperador que Jiang hauria de ser despullat del comandament militar i reemplaçat per Yan Yu (Shu Han), el qual, malgrat ser un amic personal del famós Huang Hao, es deia que era un general capaç. L'apunt o recomanació de Zhuge a Liu va ser arxivat per alguns ancians respectats de Shu en l'època de la dinastia Jin (265-420).

## En la ficció
La representació de la seva frustrada defensa de la capital de Shu va ser prou dramatitzada en la novel·la històrica el Romanç dels Tres Regnes de Luo Guanzhong. Quan Liu Shan, l'emperador de Shu Han, li va demanar-hi a Zhuge Zhan de pensar un pla per salvar l'estat, a ell se li va ocórrer un pla per vestir-se com el seu pare Zhuge Liang, per tal d'espantar l'enemic. El seu ardit va esfereir a l'exèrcit Cao Wei amb la creença que Zhuge Liang de fet havia tornat d'entre els morts. Malgrat això, sota el lideratge de Deng Ai, l'exèrcit de Wei es va reagrupar i va atacar de nou, convertint el retorn de Zhuge Liang en una faula.
Zhuge Zhan va morir defenent el Pas Mianzhu amb el seu fill Zhuge Shang, juntament amb Huang Chong (fill de Huang Quan), desesperadament superats en nombre.

## Anotacions
1. ↑  (瞻工書畫，強識念，蜀人追思亮，咸愛其才敏。) SGZ. Biografia de Zhuge Liang.
2. ↑  (每朝廷有一善政佳事，雖非瞻所建倡，百姓皆傳相告曰：「葛侯之所為也：」) SGZ.
3. ↑  (是以美聲溢譽，有過其實。) SGZ.
4. ↑  (时都护诸葛瞻初统朝事，廖化过预，欲与预共诣瞻许。预曰：“吾等年逾七十，所窃已过，但少一死耳，何求於年少辈而屑屑造门邪？”) SGZ. Biografia de Zhong Yu.
5. ↑  (維好戰無功，國內疲弊，宜表後主，召還為益州刺史，奪其兵權；蜀長老猶有瞻表以閻宇代維故事。). SGZ. Vegeu l'anotació del comentarista.